# Caillouël-Crépigny
Caillouël-Crépigny es una comuna francesa, situada en el departamento de Aisne, de la región de Alta Francia.

## Demografía
| 274 | 273 | 258 | 379 | 457 | 426 | 415 | 435 |
| Para los censos de 1962 a 1999 la población legal corresponde a la población sin duplicidades (Fuente: INSEE [Consultar]) |     |     |     |     |     |     |     |